# Кагульский округ
Кагульский округ — административно-территориальная единица Молдавской ССР, существовавшая в 1952—1953 годах. Административный центр — город Кагул.
Округ был образован 31 января 1952 года, когда вся территория Молдавской ССР была разделена на 4 округа.
Делился на 10 районов и 1 город окружного подчинения:
- Баймаклийский район — село Баймаклия
- Вулканештский район — село Вулканешты
- Кагульский район — город Кагул
- Конгазский район — село Конгаз
- Комратский район — пгт Комрат
- Леовский район — город Леово
- Романовский район — село Романовка
- Тараклийский район — пгт Тараклия
- Чадыр-Лунгский район — пгт Чадыр-Лунга
- Чимишлийский район — село Чимишлия
- город Кагул

15 июня 1953 года все округа Молдавской ССР были упразднены.